# Crocidura phanluongi
Crocidura phanluongi és una espècie d'eulipotifle de la família de les musaranyes. Viu al sud del Vietnam i la regió adjacent de Cambodja. Es tracta d'una espècie de Crocidura de mida petita-mitjana, amb una llargada de cap a gropa de 54–66 mm i una cua de 40-48 mm. El pelatge, que és de color gris fosc, és una mica més clar al ventre que al dors.
L'espècie fou anomenada en honor del biòleg vietnamita Phan Luong.